# ジョヴァンニ2世オルシーニ
ジョヴァンニ2世オルシーニ（Giovanni II Orsini , ? - 1335年）はイタリア人イピロス専制公国君主（在位：1323年 - 1335年）、ケファロニア宮廷伯（在位：1323年 - 1335年）。ギリシア名はヨアニス・ドゥカス・コムニノス（Ιωάννης Δούκας Κομνηνός）。古典式慣例表記ではヨハネス・ドゥーカス・コムネノス。ジョヴァンニ1世オルシーニの息子、専制公ニコーラ・オルシーニの弟。

## 生涯
1323年に兄ニコーラを暗殺してケファロニア宮廷伯とイピロス専制公国の権力を掌握する。ジョヴァンニは兄以上に野心的な人物で、自らギリシア名「ヨアニス・ドゥカス」を名乗り、ドゥカス・コムニノス・アンゲロス家の正統な後継者としての立場を内外に表明した。更に、ニキフォロス1世ドゥカスの弟ディミトリオス－ミハイル・ドゥカス専制公（妻は東ローマ帝国皇帝ミハイル8世パレオロゴスの娘アンナ）の孫娘アンナ・パレオロギナを妻に迎え、血統意識を強く押し出した。二人の結婚からは、息子ニキフォロス2世、娘ソマイスともう一人、個人名の記録がない娘が生まれている。ソマイスはセルビア王ステファン・ウロシュ4世ドゥシャンの異母弟シメオン・ウロシュ・パレオロゴスと結婚し、セルビアのイピロス・セサリア支配の下地を作った。彼は生まれ育ったケファロニア島を弟グィードに任せ、新天地イピロスに定着した。
ジョヴァンニはイピロス専制公として積極的な対外発展を目論んだ。イピロス専制公国から分離したセサリア君主国のアンゲロス王朝は1318年に断絶していたが、その遺領は土着有力者でかつての君主と同じく尊厳公称号を名乗ったステファノス・ガヴリイロプロスが掌握し、北から侵攻してきた東ローマ帝国と勢力を二分していた。1333年にそのガヴリイロプロスが死去すると、ジョヴァンニはかつてのイピロス専制公国領の統合を企て、ピンドス山脈を越えてセサリアに侵攻した。しかし、東ローマ側から派遣されたセサリア軍政官ミハイル・モノマホスの攻撃に遭い撃退され、ジョヴァンニの野望は潰えた。
悲劇はその後にやってきた。ジョヴァンニは兄同様に身内の裏切りに遭い非業の死を遂げる。1335年（1336年ないし1337年説もある）、妻アンナ・パレオロギナが彼に毒を盛って殺害してしまったのである。同時代の東ローマ歴史家ニキフォロス・グリゴラスは、オルシーニ家歴代に伝わる気性の激しさに対する恐怖がアンナをして毒殺という凶行に向かわせたのではないかと推測している。
ジョヴァンニの死はイピロス専制公国史の中で一つの転換点となった。即ち、東ローマ帝国による直接併合の契機となった事である。
（本項目の表記は中世ギリシア語の発音に依拠した。古典式慣例表記については各リンク先の項目を参照。また国号については「専制公国」とした）
| 先代 ニコーラ・オルシーニ | イピロス専制公 1323年 - 1335年 | 次代 ニキフォロス2世 |